# 過海隧道巴士101線
過海隧道巴士101線是香港一條來往香港島堅尼地城及九龍東觀塘（裕民坊）的路線，每日清晨至午夜為往返中西區、灣仔、九龍城及觀塘的乘客提供服務。
過海隧道巴士101X線是為101線之特快版本，只於平日星期一至五上下午繁忙時間提供服務，經石塘咀後，僅往堅尼地城方向途經灣仔、中環，往觀塘方向直達紅磡海底隧道，經東九龍走廊、啟德隧道、九龍灣商貿區及牛頭角道往返堅尼地城及觀塘。

## 歷史
本線於1972年8月5日隨香港首條海底隧道通車而投入服務，當時由九巴及中巴聯合經營，與其餘兩條同日開辦的102線及103線成為香港首三條專營過海巴士路線和首三條三位數字編號的專營巴士路線以及首三條聯營巴士路線，並共同來往人口密集的港島區及九龍區。
本線開辦不久即受到歡迎，除了增派車輛行走外，對未來過海隧道巴士的發展亦幫助不少，例如開辦行走路線相近的111線和巴士公司增購12米大型雙層巴士行走。1980年代，客量增長不但沒有減慢，反而有更多來往維港兩岸的通勤者瞭解過海隧道巴士的方便，放棄使用渡輪，加上地鐵（今港鐵）荃灣綫過海路段在繁忙時間達至飽和狀態，令過海隧道巴士得到新的增長動力。位於觀塘區的東區海底隧道於1989年通車，因119線（即現619線）轉行東隧，而流失部分來往觀塘區和中上環區之乘客，唯對本線影響不大。
1990年代，原位於九龍火車站旁的紅磡碼頭搬遷至紅磡灣，加上新界東和北區新市鎮的快速發展，不少新界東部的市民利用九廣鐵路（今港鐵東鐵綫）到海底隧道收費廣場轉乘過海巴士前往香港島，本線亦成為其中一條熱門轉乘路線，即使採用最大型的雙層巴士，以及提供非常頻密的班次，仍未能即時疏導所有乘客，直至巴士公司開辦更多晨早特別巴士路線和加開多班特別車，才僅可應付極高的客流量。此外，巴士公司為旗下行走收費道路的巴士裝設自動道路繳費系統（本線裝設「駕易通」，即今「快易通」），巴士到達收費廣場時可直接駛過，省卻停車繳付路費的時間。
1998年9月，經營者之一的中華巴士因喪失專營權，經過一輪招標後，包括本線在內的88條巴士路線由新世界第一巴士有限公司奪得，本線便從該月起由新巴和九巴聯合經營。此後，先後引進超低地台巴士服務和八達通電子收費系統，以直接惠及普羅大眾。時至今日，本線仍是觀塘區和九龍城往返港島西區的主要公共交通工具。此外，由於九龍巴士公司市區線在21世紀初數次加價，令本線在九龍段比不少來往九龍城區及觀塘區的路線（如14、15）便宜，在九龍區亦吸納不少乘客。
2014年9月底，香港爆發佔領中環示威行動引致中西區多條主要道路被示威者佔據多日，本線一度全線停駛近5日，其後到10月初才有限度恢復九龍至港島灣仔的服務，成為本線開辦以來最長時間的停駛。

## 年表
- 1972年8月5日：本線隨紅磡海底隧道通車而開辦，來往堅尼地城及觀塘（裕民坊），當時裕民坊總站位於裕民坊往同仁街方向路邊。
- 1972年12月9日：延長服務時間為06:30-23:15。
- 1972年：繁忙時間增設特別班次由中環來往彩虹／觀塘（裕民坊）。
- 1973年7月16日：增設過海底隧道後的分段收費。
- 1975年2月1日：配合過海隧道巴士111線開辦，本線不再途經彩虹道，並取消繁忙時間的特別班次。
- 1982年7月24日：九龍區總站遷往月華街。
- 1985年8月27日：九龍區總站遷回觀塘（裕民坊）。
- 1991年12月15日：九巴以空調巴士混合非空調巴士一起行走。
- 1993年4月5日：調整票價，非空調全程收費由$4.5增至$5.3，加幅逾17%。
- 1994年4月1日：調整票價，全程收費增至$6.2（非空調）／$8.0（空調）。
- 1994年底：中巴改以空調巴士混合非空調巴士一起行走。
- 1997年12月1日：調整票價，全程收費由$6.8（非空調）／$8.8（空調）增至$7.3（非空調）／$9.4（空調），加幅約7%。
- 1998年9月1日：中巴喪失專營權，本線改由九巴及新巴聯合經營。
- 2000年5月2日：全線改以空調巴士服務。
- 2008年6月8日：空調全程收費增至$9.8，加幅逾4.2%。
- 2013年11月18日：開辦特快路線101X，於平日上下午繁忙時間各開出兩班單程由堅尼地城開往觀塘（裕民坊），全程收費$11，不設分段。
- 2014年11月30日：本線沿用29年的九龍一方總站位觀塘仁愛圍的原有觀塘（裕民坊）總站正式關閉，本線總站同日遷往在旁正式位於裕民坊原寶聲娛樂城舊址的臨時新裕民坊巴士總站。
- 2014年12月12日：佔領中環金鐘清場完成，101X恢復原有路線往紅隧，早上額外班次取消。
- 2015年1月12日：101X線增設回程服務，祇於平日星期一至五上午及下午各開出兩班，下午班次繞九龍灣工貿區[1]。
- 2016年5月23日：101及101X九巴班次增設到站時間預報。
- 2017年5月29日：101X往堅尼地城方向取消「海底隧道收費廣場」分站，並新增告士打道「伊利莎伯大廈」及干諾道中「皇后像廣場」分站。[2][3]
- 2017年12月23日：101X新增由高樂花園往堅尼地城及牛頭角上邨往觀塘（裕民坊）之分段收費[4][5]。
- 2018年5月28日：101及101X新巴班次增設實時抵站時間查詢服務。

- 2019年1月20日：本線與101X線連同其他聯營過海隧道巴士路線加價，101線由$9.8加至$10.4；而101X線則由$11.0加至$11.7。而配合中環灣仔繞道通車，林士街天橋東行往干諾道中的出口封閉，101X線往觀塘方向駛至林士街天橋後改經民寶街、耀星街、龍和道、分域碼頭街返回夏慤道原有路線，不再行經干諾道中、畢打街隧道及夏慤道天橋[6][7][8]。

- 2020年10月4日：配合沙中綫工程完竣，101線往觀塘方向取消漆咸道北「山西街」站，改停馬頭圍道「土瓜灣落山道」站。[9] [10]
- 2021年4月2日：本線的九龍一方總站遷往裕民坊公共運輸交匯處。
- 2023年7月1日：因應新巴城巴合併，本線改由九巴及城巴聯合經營。

## 服務時間及班次
101常規班次
| 堅尼地城開       | 堅尼地城開  | 堅尼地城開   | 觀塘（裕民坊）開 | 觀塘（裕民坊）開 | 觀塘（裕民坊）開 |
| 日期             | 服務時間    | 班次（分鐘） | 日期             | 服務時間         | 班次（分鐘）     |
| ---------------- | ----------- | ------------ | ---------------- | ---------------- | ---------------- |
| 星期一至五       | 05:30-06:15 | 15           | 星期一至五       | 05:30-05:42      | 12               |
| 星期一至五       | 06:15-07:15 | 10           | 星期一至五       | 05:42-06:06      | 7-8              |
| 星期一至五       | 07:20-07:26 | 6            | 星期一至五       | 06:06-06:13      | 7                |
| 星期一至五       | 07:26-07:54 | 7            | 星期一至五       | 06:13-06:46      | 5-6              |
| 星期一至五       | 07:54-08:00 | 6            | 星期一至五       | 06:46-07:06      | 5                |
| 星期一至五       | 08:00-08:35 | 7            | 星期一至五       | 07:06-07:15      | 4-5              |
| 星期一至五       | 08:45-09:55 | 10           | 星期一至五       | 07:18-07:36      | 4-5              |
| 星期一至五       | 10:05-11:15 | 10           | 星期一至五       | 07:36-07:39      | 3                |
| 星期一至五       | 11:25-12:35 | 10           | 星期一至五       | 07:39-08:15      | 4                |
| 星期一至五       | 12:44-13:47 | 9            | 星期一至五       | 08:15-08:35      | 5                |
| 星期一至五       | 13:47-13:55 | 8            | 星期一至五       | 08:39-09:30      | 8-9              |
| 星期一至五       | 14:05-15:15 | 10           | 星期一至五       | 09:30-09:46      | 8                |
| 星期一至五       | 15:24-16:27 | 9            | 星期一至五       | 09:46-09:55      | 9                |
| 星期一至五       | 16:27-16:35 | 8            | 星期一至五       | 10:05-10:15      | 10               |
| 星期一至五       | 16:41-17:35 | 6            | 星期一至五       | 10:15-11:00      | 9                |
| 星期一至五       | 17:35-17:55 | 5            | 星期一至五       | 11:00-11:15      | 7-8              |
| 星期一至五       | 18:03-19:15 | 9            | 星期一至五       | 11:24-12:27      | 9                |
| 星期一至五       | 19:23-20:35 | 9            | 星期一至五       | 12:27-12:35      | 8                |
| 星期一至五       | 20:43-21:55 | 8            | 星期一至五       | 12:45-13:55      | 10               |
| 星期一至五       | 22:04-23:00 | 8            | 星期一至五       | 14:04-15:07      | 9                |
| 星期一至五       | 23:00-23:15 | 7-8          | 星期一至五       | 15:07-15:15      | 8                |
| 星期一至五       | 23:24-00:00 | 9            | 星期一至五       | 15:25-16:35      | 10               |
| 星期一至五       | 00:00-00:30 | 10           | 星期一至五       | 16:45-17:55      | 10               |
|                  |             |              | 星期一至五       | 18:05-19:15      | 10               |
| 19:25-20:35      | 10          |              | 星期一至五       |                  |                  |
| 20:45-21:55      | 10          |              | 星期一至五       |                  |                  |
| 22:05-23:15      | 10          |              | 星期一至五       |                  |                  |
| 23:25-00:00      | 9           |              | 星期一至五       |                  |                  |
| 00:00-00:30      | 10          |              | 星期一至五       |                  |                  |
| 星期六           | 05:30-06:15 | 15           | 星期六           | 05:30-05:44      | 14               |
| 星期六           | 06:15-07:15 | 10           | 星期六           | 05:44-05:51      | 7                |
| 星期六           | 07:21-07:42 | 7            | 星期六           | 05:51-06:15      | 8                |
| 星期六           | 07:42-08:14 | 8            | 星期六           | 06:15-07:15      | 7-8              |
| 星期六           | 08:14-08:35 | 7            | 星期六           | 07:20-08:35      | 5                |
| 星期六           | 08:45-09:55 | 10           | 星期六           | 08:39-09:01      | 7-8              |
| 星期六           | 10:05-10:45 | 10           | 星期六           | 09:01-09:15      | 7                |
| 星期六           | 10:45-11:15 | 7-8          | 星期六           | 09:15-09:30      | 5                |
| 星期六           | 11:23-12:35 | 8            | 星期六           | 09:30-09:48      | 6                |
| 星期六           | 12:41-13:05 | 8            | 星期六           | 09:48-09:55      | 7                |
| 星期六           | 13:05-13:55 | 10           | 星期六           | 09:59-10:05      | 6                |
| 星期六           | 14:04-15:00 | 8            | 星期六           | 10:15-11:15      | 7                |
| 星期六           | 15:00-15:15 | 7-8          | 星期六           | 11:21-11:39      | 9                |
| 星期六           | 15:20-15:54 | 8-9          | 星期六           | 11:39-12:35      | 8                |
| 星期六           | 15:54-16:02 | 8            | 星期六           | 12:42-13:20      | 7-8              |
| 星期六           | 16:02-16:23 | 7            | 星期六           | 13:20-13:55      | 7                |
| 星期六           | 16:23-16:35 | 6            | 星期六           | 14:03-14:29      | 6-7              |
| 星期六           | 16:43-17:55 | 8            | 星期六           | 15:07-15:15      | 8                |
| 星期六           | 18:01-18:35 | 8-9          | 星期六           | 15:25-16:35      | 10               |
| 星期六           | 18:35-19:15 | 10           | 星期六           | 16:45-17:55      | 10               |
| 星期六           | 19:22-19:29 | 7            | 星期六           | 18:05-19:15      | 10               |
| 星期六           | 19:29-20:01 | 8            | 星期六           | 19:25-20:35      | 10               |
| 星期六           | 20:01-20:35 | 8-9          | 星期六           | 20:45-21:55      | 10               |
| 星期六           | 20:42-21:17 | 7            | 星期六           | 22:05-23:15      | 10               |
| 星期六           | 21:17-21:55 | 7-8          | 星期六           | 23:25-00:00      | 9                |
| 星期六           | 22:03-23:15 | 8            | 星期六           | 00:00-00:30      | 10               |
| 星期六           | 23:22-23:40 | 9            |                  |                  |                  |
| 星期六           | 23:40-00:30 | 10           |                  |                  |                  |
| 星期日及公眾假期 | 05:30-06:15 | 15           | 星期日及公眾假期 | 05:30-06:51      | 9                |
| 星期日及公眾假期 | 06:15-07:15 | 10           | 星期日及公眾假期 | 06:15-07:15      | 8                |
| 星期日及公眾假期 | 07:21-07:29 | 7            | 星期日及公眾假期 | 07:21-08:09      | 6-7              |
| 星期日及公眾假期 | 07:29-08:35 | 6            | 星期日及公眾假期 | 08:07-08:35      | 7                |
| 星期日及公眾假期 | 08:41-09:27 | 6-7          | 星期日及公眾假期 | 08:42-08:49      | 7                |
| 星期日及公眾假期 | 09:27-09:55 | 7            | 星期日及公眾假期 | 08:49-09:55      | 6                |
| 星期日及公眾假期 | 10:02-10:09 | 7            | 星期日及公眾假期 | 10:02-10:23      | 7                |
| 星期日及公眾假期 | 10:09-11:15 | 6            | 星期日及公眾假期 | 10:23-11:15      | 6-7              |
| 星期日及公眾假期 | 11:21-12:07 | 6-7          | 星期日及公眾假期 | 11:21-11:39      | 6                |
| 星期日及公眾假期 | 11:07-12:35 | 7            | 星期日及公眾假期 | 11:39-12:23      | 5-6              |
| 星期日及公眾假期 | 12:41-13:03 | 5-6          | 星期日及公眾假期 | 12:23-12:35      | 6                |
| 星期日及公眾假期 | 13:03-13:27 | 6            | 星期日及公眾假期 | 12:42-13:20      | 7-8              |
| 星期日及公眾假期 | 13:27-13:49 | 5-6          | 星期日及公眾假期 | 13:20-13:55      | 7                |
| 星期日及公眾假期 | 13:49-13:55 | 6            | 星期日及公眾假期 | 14:01-14:45      | 5-6              |
| 星期日及公眾假期 | 14:02-14:25 | 7-8          | 星期日及公眾假期 | 14:45-15:15      | 6                |
| 星期日及公眾假期 | 14:25-15:07 | 7            | 星期日及公眾假期 | 15:22-15:43      | 7                |
| 星期日及公眾假期 | 15:07-15:15 | 8            | 星期日及公眾假期 | 15:43-16:35      | 6-7              |
| 星期日及公眾假期 | 15:21-15:43 | 5-6          | 星期日及公眾假期 | 16:42-17:31      | 7                |
| 星期日及公眾假期 | 15:43-16:01 | 6            | 星期日及公眾假期 | 17:31-17:55      | 16               |
| 星期日及公眾假期 | 16:01-16:23 | 5-6          | 星期日及公眾假期 | 18:03-19:15      | 8                |
| 星期日及公眾假期 | 16:23-16:35 | 6            | 星期日及公眾假期 | 19:22-20:14      | 6-7              |
| 星期日及公眾假期 | 16:42-17:03 | 7            | 星期日及公眾假期 | 20:14-20:35      | 7                |
| 星期日及公眾假期 | 17:03-17:55 | 6-7          | 星期日及公眾假期 | 20:42-21:20      | 7-8              |
| 星期日及公眾假期 | 18:01-18:25 | 6            | 星期日及公眾假期 | 21:20-21:55      | 7                |
| 星期日及公眾假期 | 18:25-19:07 | 7            | 星期日及公眾假期 | 22:03-23:15      | 8                |
| 星期日及公眾假期 | 19:07-19:15 | 8            | 星期日及公眾假期 | 23:24-00:00      | 9                |
| 星期日及公眾假期 | 19:23-20:35 | 8            | 星期日及公眾假期 | 00:00-00:30      | 10               |
| 星期日及公眾假期 | 20:41-21:11 | 6            |                  |                  |                  |
| 星期日及公眾假期 | 21:11-21:31 | 6-7          |                  |                  |                  |
| 星期日及公眾假期 | 21:31-21:55 | 8            |                  |                  |                  |
| 星期日及公眾假期 | 22:03-23:15 | 8            |                  |                  |                  |
| 星期日及公眾假期 | 23:22-23:50 | 7            |                  |                  |                  |
| 星期日及公眾假期 | 23:50-00:30 | 8            |                  |                  |                  |

101特別班次
- 木廠街 → 堅尼地城
  - 星期一至五：08:05
- 觀塘（裕民坊） → 堅尼地城（卑路乍街）
  - 星期一至六：05:36
- 觀塘（裕民坊） → 中環（置地廣場）
  - 星期一至五：16:50
- 砵典乍街（城巴）/ 林士街（九巴） → 觀塘（裕民坊）
  - 星期一至五：09:20、11:40、12:00、14:20、14:40、15:00、17:02、17:26-17:42（8分鐘一班）、17:51、18:00、18:15、18:45、19:10、19:40、20:00、20:20
  - 星期六：17:29、17:55

所有特別班次逢星期日及公眾假期不設服務
101X
- 星期一至五：
  - 堅尼地城開：07:15、07:45、17:55、18:20
  - 觀塘（裕民坊）開：07:15、07:45、18:00、18:15

星期六、日及公眾假期不設服務
- 斜體班次經宏照道

- 註：有紅字班次為九巴派車，其餘班次為城巴派車。

## 車費
| 路線 | 全程收費 | 分段收費 |
| ---- | -------- | --- |
| 101  | $12.9    | - 林士街往觀塘（裕民坊）／木廠街往堅尼地城：$11.4 - 過紅磡海底隧道後往觀塘（裕民坊）／堅尼地城：$7.2 - 正街往堅尼地城：$5.7 |
| 101X | $14.4    | - 牛頭角上邨往觀塘（裕民坊）：$6.8 - 高樂花園往堅尼地城：$6.1                                                               |

| - 本線設有12歲以下小童及65歲或以上長者半價優惠。 - 65歲或以上香港居民使用「樂悠咭」，以及12歲以下合資格殘疾兒童使用「殘疾人士身份」個人八達通繳付車資，均可享有每程$2.0或半價（以較低者為準）的票價優惠；12至64歲合資格殘疾人士使用「殘疾人士身份」個人八達通（包括「樂悠咭」），以及60至64歲香港居民使用「樂悠咭」繳付車資，均可享有每程$2.0或全費（以較低者為準）的票價優惠。 - 65歲或以上長者如使用長者或一般個人八達通繳付車資，則只可享有半價優惠；12至64歲合資格殘疾人士如不使用「殘疾人士身份」個人八達通，以及60至64歲人士如不使用「樂悠咭」繳付車資，必須繳付全費。 - 乘客可以現金或八達通於上車時付款，不設找續。 - 每位成人乘客可免費攜帶最多兩名4歲以下而不佔座位的兒童乘客乘車，超額之4歲以下小童必須繳付小童車費乘車。 - 持有「九巴月票」之乘客在車票有效期內，每日可享最多10程任何九龍巴士及龍運巴士路線（包括本路線，合資格車程只適用於九龍巴士／龍運巴士提供的班次；惟乘搭機場「A」及「NA」線則可享原價二七折優惠（不會計算每天10次合資格車程））；而B1線則可每日可享最多2程（不會計算每天10次合資格車程）。 - 九龍巴士、城巴、龍運巴士及陽光巴士全職員工及家屬（不包括外判職員）可免費乘搭本路線（陽光巴士員工及家屬只適用於九龍巴士提供的班次），惟必須拍職員或職員家屬八達通。 - 乘客亦可使用AlipayHK「易乘碼」、支付寶、WeChatHK／微信支付「搭車碼」、銀聯雲閃付「乘車碼」及BOC Pay「乘車碼」、具有感應式支付功能的JCB、卡美國運通、大來國際、Discover Card（只適用於九龍巴士／龍運巴士提供的班次）、VISA、Mastercard及銀聯卡，以及Apple Pay、Google Pay及Samsung Pay流動支付平台繳付車資。九巴班次的乘客使用上述付款方式，將只可享有與其他九巴路線／聯營路線九巴班次之轉乘優惠；城巴班次的乘客使用上述付款方式，將只可享有與其他城巴獨營路線或聯營線城巴班次之轉乘優惠。乘客亦不能享有「公共交通費用補貼計劃」及「長者及合資格殘疾人士公共交通票價優惠計劃」。 |

## 八達通轉乘優惠
乘搭此線往港島方向之乘客於登車後150分鐘內在海底隧道巴士轉乘站轉乘以下路線，第二程成人票價便可減收$3.5，小童／長者票價減收$1.8，乘客必須在150分鐘內轉車。
| 紅隧轉乘優惠計劃路線列表 | 紅隧轉乘優惠計劃路線列表 | 紅隧轉乘優惠計劃路線列表 | 紅隧轉乘優惠計劃路線列表 |
| 巴士公司                 | 轉乘路線                 | 出發地                   | 目的地                   |
| ------------------------ | ------------------------ | ------------------------ | ------------------------ |
| 城巴、九巴               | 101                      | 觀塘（裕民坊）           | 堅尼地城                 |
| 城巴、九巴               | 102                      | 美孚                     | 筲箕灣                   |
| 城巴、九巴               | 102P                     | 美孚                     | 筲箕灣                   |
| 城巴、九巴               | 103                      | 竹園邨                   | 蒲飛路                   |
| 城巴、九巴               | 104                      | 白田                     | 堅尼地城                 |
| 城巴、九巴               | 106                      | 黃大仙                   | 小西灣（藍灣半島）       |
| 城巴、九巴               | 106P                     | 黃大仙                   | 小西灣（藍灣半島）       |
| 城巴                     | 106A                     | 黃大仙                   | 太古（康怡廣場）         |
| 城巴、九巴               | 107                      | 九龍灣                   | 華貴邨                   |
| 城巴、九巴               | 107P                     | 海逸豪園                 | 數碼港                   |
| 九巴                     | 108                      | 九龍灣（啟業）           | 寶馬山                   |
| 城巴、九巴               | 109                      | 何文田                   | 中環（港澳碼頭）         |
| 城巴、九巴               | 110                      | 尖沙咀東（麼地道）       | 筲箕灣                   |
| 城巴、九巴               | 111                      | 坪石                     | 中環（港澳碼頭)          |
| 城巴、九巴               | 111P                     | 彩福                     | 中環（港澳碼頭)          |
| 城巴、九巴               | 112                      | 蘇屋                     | 北角（百福道）           |
| 城巴、九巴               | 113                      | 彩虹                     | 堅尼地城（卑路乍灣）     |
| 城巴、九巴               | 115                      | 九龍城碼頭               | 中環（港澳碼頭）         |
| 城巴、九巴               | 115P                     | 海逸豪園                 | 中環（港澳碼頭）         |
| 城巴、九巴               | 116                      | 慈雲山（中）             | 鰂魚涌（祐民街）         |
| 城巴、九巴               | 117                      | 深水埗（欽州街）         | 跑馬地（下）             |
| 城巴、九巴               | 118                      | 長沙灣（深旺道）         | 小西灣（藍灣半島）       |
| 城巴、九巴               | 118P                     | 長沙灣（深旺道）         | 小西灣（藍灣半島）       |
| 城巴、九巴               | 170                      | 沙田站                   | 華富（中）               |
| 城巴、九巴               | 171                      | 荔枝角                   | 海怡半島                 |
| 城巴、九巴               | 182                      | 愉翠苑                   | 中環（港澳碼頭）         |

## 使用車輛

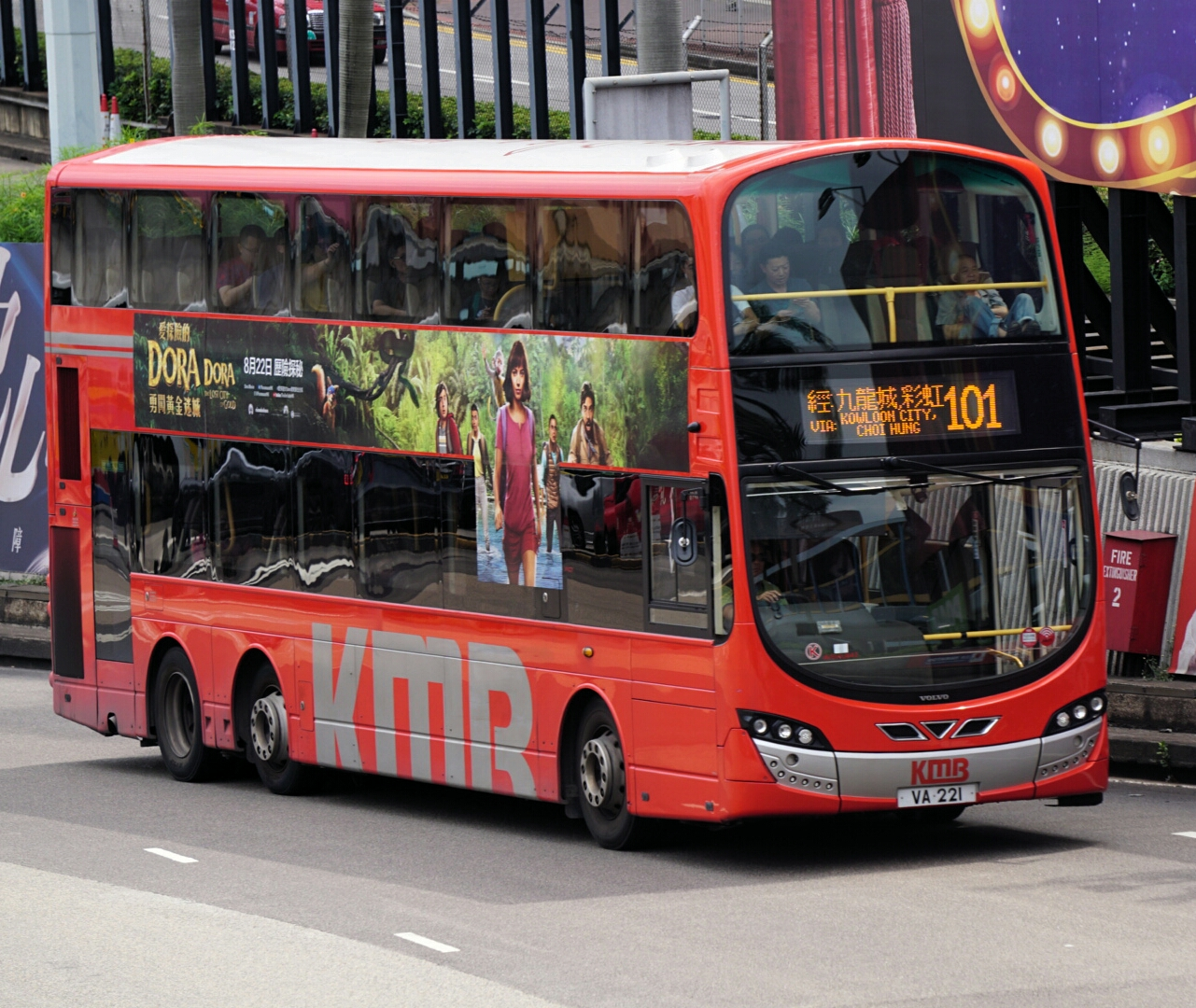
本線間歇使用「城市脈搏」主題紅色巴士行駛

由於本線途經專營巴士低排放區，因此只可使用歐盟五型及以上雙層巴士行走。
本線現時由九巴九龍灣車廠、城巴堅尼地城和將軍澳車廠負責派車行走。
開辦初期，九巴派出首批雙層巴士「長牛」－丹拿E型，以及設計嶄新的利蘭珍寶（D）行走，中巴亦派出丹拿珍寶／利蘭珍寶（LF），以提升載客量。有見客量增長速度驚人，中巴於1970年代後期開始試驗長度超過11米的雙層巴士在香港的可行性，最終在1980年代初試驗成功，並大量引進至本線。1983年中巴正式派出都城嘉慕12米（ML）三軸雙層巴士行走，其載客量達150人，足以應付紅磡站的轉車人流。九巴則先後以利蘭勝利二型（G）、丹尼士喝采巴士（N）和利蘭奧林比安9.5米（BL）行走，間中亦會出現九巴試驗性質的派車，如最終遭祝融光顧的富豪B10MD巴士（VMD）及被喻為「一代車皇」的平治O305巴士（ME）。
1985年九巴班次亦全數轉用12米三軸巴士，包括利蘭奧林比安12米（3BL）和丹尼士巨龍12米（3N）等大型巴士，與中巴看齊，同時將所有兩軸車輛調往廠內其他設有用車限制的路線。由於本線客量一直居高不下，且途經地方沒有車輛長度或高度限制，故由兩巴派出的加班車用車型號非常廣泛，基本上車廠內有剩餘的可載客巴士，也曾經為本線服役。
1991年起，本線增設空調巴士服務，用車更加多元化，包括利蘭奧林比安11米（九巴AL／中巴LA）、丹尼士巨龍／禿鷹11米（九巴AD／中巴DA）、富豪奧林比安11米（九巴AV／中巴VA）及12米（九巴3AV）和丹尼士飛鏢單層巴士（中巴DC）；非空調巴士用車變化則較少，沿用本身的大型車輛外，還會派出12米以下的型號，分別有11.45米長的都城嘉慕一型（中巴MB）、利蘭奧林比安11米（九巴S3BL／中巴LM）和31呎長的利蘭珍寶（中巴SF）。
1998年，本線改由新巴和九巴聯合經營，以及香港巴士空調化趨勢下，用車再一次出現大變化。先有新巴改派全線設有特低地台的雙層空調巴士亞歷山大ALX500車身丹尼士三叉戟三型12米（1001-1190），九巴則進一步把本線空調化，用車主要為丹尼士巨龍11米和富豪奧林比安12米，至2000年代起先後加派富豪超級奧林比安12米（九巴3ASV／新巴5001-5103）、亞歷山大丹尼士Enviro 500 12米（九巴ATE／新巴5500-）及11.3米（新巴4000-）、富豪B9TL 12米（九巴AVBE）、配上Duple Metsec車身丹尼士三叉戟三型12米（新巴3001-3062）與歐盟三型引擎丹尼士三叉戟三型12米(1210-1221)。
踏入2010年代，本線獲派富豪B9TL(AVBWU)及Enviro 500 MMC(ATENU)，新巴亦都作出相同調動，惟現時九巴所有ATENU均被調走，不過間中會跟其他路線交換用車，仍然有機會會出現在本線。於2020年更獲批行走12.8米巴士，因而九巴安排掛上富豪B8L12.8米(V6X)，也成為首條使用該車型的紅磡海底隧道巴士路線。
2021年10月起新巴亦開始使用12.8米巴士行走此路線。
現時本線是全港派車最多（包括兩巴聯營）的路線，繁忙時間合共用車達45部。
九巴方面，九龍灣車廠派出14輛富豪B9TL 12米（AVBWU）及1輛富豪B8L 12.8米（V6X）雙層巴士提供服務。另有多條九巴路線於平日星期一至星期六不同時段柯打行走本線，包括3D線、17線、603線、621線等。
| 車隊編號 | 車牌   |
| -------- | ------ |
| AVBWU364 | SZ2257 |
| AVBWU398 | TG1240 |
| AVBWU450 | UL2739 |
| AVBWU562 | UW4799 |
| AVBWU569 | UW9615 |
| ATENU605 | UY3415 |
| AVBWU641 | VA185  |
| AVBWU642 | VA221  |
| AVBWU645 | UZ9315 |
| AVBWU786 | VJ8412 |
| AVBWU787 | VL5188 |
| AVBWU789 | VL7702 |
| V6X7     | WZ5535 |
| V6X11    | WZ5474 |
| AVBWU742 | VE7359 |
| AVBWU752 | VF1546 |
| AVBWU779 | VH6648 |
| AVBWU786 | VJ8412 |
| V6X49    | XE1386 |

新巴方面共派出25輛雙層巴士，主要為：亞歷山大丹尼士Enviro 400 10.5米（38XX）、亞歷山大丹尼士Enviro 500（11.3米 40XX、12米 55XX）、亞歷山大丹尼士Enviro 500 MMC（11.3米 40XX、12米 55XX-58XX、12.8米 61XX-62XX）、富豪B9TL（11.3米 45XX、12米 52XX）及富豪B8L 12米（523X）。購自香港空運貨站及城巴的一共12部二手富豪奧林比安 12米（VA）曾是本線主力。

### 車身廣告
1980至90年代是香港巴士車身廣告的輝煌時代，披上不同色彩、內容和款式廣告的巴士走遍大街小巷，本線途經香港心臟地帶及海底隧道，街上人流和客量也極高，自然成為廣告代言的熱門路線。
時至今日，九巴及新巴仍然派出不少全車身廣告巴士行走本線，如新巴常派出中國人壽全車身廣告的丹尼士三叉戟12米巴士（1166、1189）行走本線。
過往絕大部份用車均有披上廣告，其中包括：
中巴
- 都城嘉慕12米（非空調）

ML1 CM8935（美麗華旅運，全車身）
ML19 CZ2276（永安百貨，全車身）
ML24 CZ3659（富士影音產品／NEC傳呼機，全車身）
ML26 CZ5864（好彩海鮮酒家，全車身）
ML41 DA8239（沙保娜健康產品，全車身）
ML43 DB1959（紅雙喜香煙／樂信牌通風設備／Acer電腦，全車身）
ML47 DT7256（信聯電訊，全車身）
ML49 DT9375（富士影音產品，全車身）
ML54 DU3460（太平保險，全車身）
ML59 DV471 （樂信牌通風設備，全車身）
ML61 DV542 （UA聯合財務，全車身）
ML64 DV4883（愛立信手提電話，全車身）
ML71 DZ2444（美國聯合航空／綠色力量／華納兄弟，全車身）
ML83 EA6156（東亞銀行，全車身）
- 利蘭奧林比安11米（非空調）

LM1 FV6607（柯尼卡文儀用品，全車身）
- 丹尼士禿鷹11米（空調）

DA9 EN5953（萬寶路香煙，全車身）
DA11 EN6522（歐化寶床褥，全車身）
DA13 EU7418（友聯銀行，全車身）
DA19 EV1016（許志安-男人最痛專輯／三星DVD機，全車身）
DA22 EV6409（Olympus奧林巴斯相機，全車身）
DA23 EV6422（歐化寶床褥，全車身）
DA29 EW1940（行軍散，全車身）
DA32 EW4321（ECS汽車會，全車身）
DA34 EW5006（科龍電器，全車身）
DA36 EW6985（廣安銀行，全車身）
- 富豪奧林比安11米（空調）

VA35 GV6367（香港會計師公會，全車身）
九巴
- 丹尼士巨龍12米（非空調）

3N25 DC2201（GE通用金融，全車身）
3N167 DK4553（青島啤酒，全車身）
3N172 DK5387（日本漆，全車身）
3N174 DK5416（健牌香煙，全車身）
3N175 DK5471（健牌香煙，全車身）
- 丹尼士巨龍11米（空調）

AD22 EW699 （日立冷氣，全車身）
AD24 EW1306（健牌香煙，全車身）
AD87 FH1393（好易通電子辭典，全車身）
AD91 FH2202（Salem沙龍香煙／國華商業銀行，全車身）
AD110 FK5141（紅A塑膠製品，全車身）
AD141 GH6231（青島啤酒，全車身）
AD143 GH6283（聲寶V-cam，全車身）
AD224 GM6174（聯邦益比壽，全車身）
AD272 GR8180（ACDelco汽車服務，全車身）
- 富豪奧林比安12米（空調）

3AV1 GB2607（金力電池／Apple Shop-Texwood，全車身）
3AV2 GB3493（Kinox建樂士廚具，全車身）
3AV3 GB3693（威力電芯／煤氣煮飯寶／時富金融網，全車身）
3AV4 GB3968（UA聯合財務，全車身）
3AV5 GB2585（健牌香煙／浙江興業銀行，全車身）
3AV6 GB3485（日立冷氣／金城銀行，全車身）
3AV7 GB5018（聲寶微波爐／瑞士豐泰保險，全車身）
3AV51 GN2729（日本漆／Ricoh相機，全車身）
3AV112 GR550 （ACDelco汽車服務／工業安全／efxtrade.com，全車身）
3AV123 GW6550（珍寶冷氣機／快譯通電子辭典，全車身）
3AV126 GX6676（友聯銀行／Apple Shop-Texwood，全車身）
3AV310 HG3895（始創中心，全車身）
富豪B8L 12.8米
V6X49 XE1386 (新奇士)
新巴
- 丹尼士三叉戟三型12米（空調）

1014 HV7225（香港亞洲國際都會，全車身）
1091 HX7048（新巴將軍澳路線，車尾整幅／愉景灣悅堤，全車身／Canon，全車身）
1093 HY2755（美國聯合航空，全車身）
1094 HY2653（太平人壽保險，全車身）
1096 HY3161（青島啤酒，全車身）
1097 HY4544（Olympus奧林巴斯相機，全車身）
1099 HY6092（ACDelco汽車服務，全車身）
1107 HY3334（鄧普頓資產管理，全車身）
1110 HY4363（維景灣畔，全車身）
1111 HY2509（香港賽馬會，車尾整幅／迎海，全車身）
1124 HZ1064（土耳其航空，全車身）
1166 JB8937（Bosch，全車身／中國人壽，全車身）
1178 JD1799（玩具反斗城，全車身／中國人壽，全車身／Lafuma，全車身／美國雅培，全車身／HBO，全車身）
1189 JD4803（維達紙巾，全車身／中國人壽，全車身）

## 行車路線
101
堅尼地城開經：西寧街、域多利道、加多近街、吉席街、堅彌地城海旁、德輔道西、干諾道西、干諾道中、林士街、德輔道中、金鐘道、軒尼詩道、菲林明道、灣仔道、摩理臣山道、禮頓道、堅拿道西、堅拿道天橋、紅磡海底隧道、康莊道、漆咸道北、馬頭圍道、馬頭涌道、太子道西、太子道東、觀塘道、康寧道及物華街。
觀塘（裕民坊）開經：物華街、康寧道、牛頭角道、天橋、觀塘道、太子道東、太子道西、馬頭涌道、馬頭圍道、漆咸道北、康莊道、紅磡海底隧道、堅拿道天橋、堅拿道東、禮頓道、摩理臣山道、灣仔道、菲林明道、軒尼詩道、金鐘道、德輔道中、域多利皇后街、皇后大道中、皇后大道西、卑路乍街、域多利道及西寧街。（當跑馬地馬場舉行賽事而封路，本線會改經堅拿道西前往軒尼詩道。）
101X
堅尼地城開經：西寧街、域多利道、加多近街、吉席街、堅彌地城海旁、德輔道西、正街、干諾道西、東邊街、干諾道西、林士街天橋、民寶街、耀星街、龍和道、龍合街、分域碼頭街、告士打道、紅磡海底隧道、康莊道、天橋、漆咸道北、東九龍走廊、啟德隧道、啟福道、常怡道、宏照道、啟祥道、天橋、牛頭角道、康寧道及物華街。
觀塘（裕民坊）開經：物華街、康寧道、牛頭角道、天橋、啟祥道、宏照道、常悅道、宏光道、啟祥道、啟福道、啟德隧道、東九龍走廊、漆咸道北、康莊道、紅磡海底隧道、告士打道、夏愨道、干諾道中、林士街天橋、干諾道西、西邊街、皇后大道西、卑路乍街、域多利道及西寧街。
斜體字之路段祇限下午班次駛經
101R
經：黃泥涌道、摩理臣山道、堅拿道西、堅拿道天橋、紅磡海底隧道、康莊道、天橋、漆咸道北、馬頭圍道、馬頭涌道、太子道西、太子道東、彩虹道、彩虹通道、太子道東、觀塘道、康寧道及物華街。

### 沿線車站
101
| 堅尼地城開 | 堅尼地城開                           | 堅尼地城開                 | 觀塘（裕民坊）開 | 觀塘（裕民坊）開                     | 觀塘（裕民坊）開     |
| 序號       | 車站名稱                             | 位置                       | 序號             | 車站名稱                             | 位置                 |
| ---------- | ------------------------------------ | -------------------------- | ---------------- | ------------------------------------ | -------------------- |
| 1          | 堅尼地城                             | 堅尼地城（西寧街）巴士總站 | 1                | 觀塘（裕民坊）巴士總站               | 裕民坊公共運輸交匯處 |
| 2          | 西市街                               | 域多利道                   | 2                | 牛頭角站                             | 牛頭角道             |
| 3          | 士美菲路                             | 吉席街                     | 3                | 觀塘官立小學                         | 牛頭角道             |
| 4          | 西祥街                               | 堅彌地城海旁               | 4                | 牛頭角下邨                           | 牛頭角道             |
| 5          | 堅尼地城游泳池休憩處                 | 德輔道西                   | 5                | 淘大花園                             | 牛頭角道             |
| 6          | 山道                                 | 德輔道西                   | 6                | 啟業邨                               | 觀塘道               |
| 7          | 均益大廈第二期                       | 德輔道西                   | 7                | 麗晶花園                             | 太子道東             |
| 8          | 西區警署                             | 德輔道西                   | 8                | 采頤花園                             | 太子道東             |
| 9          | 東邊街                               | 德輔道西                   | 9                | 譽·港灣                              | 太子道東             |
| 10         | 修打蘭街                             | 德輔道西                   | 10               | 九龍城轉車站－富豪東方酒店（B8月台） | 太子道西             |
| 11         | 林士街                               | 德輔道中                   | 11               | 木廠街                               | 馬頭涌道             |
| 12         | 砵典乍街                             | 德輔道中                   | 12               | 土瓜灣街市                           | 馬頭圍道             |
| 13         | 皇后像廣場                           | 德輔道中                   | 13               | 浙江街遊樂場                         | 漆咸道北             |
| 14         | 軍器廠街                             | 軒尼詩道                   | 14               | 北拱街                               | 漆咸道北             |
| 15         | 柯布連道                             | 軒尼詩道                   | 15               | 平治街                               | 漆咸道北             |
| 16         | 莊士敦道 (大有廣場)                  | 菲林明道                   | 16               | 紅磡海底隧道轉車站（A3月台）         | 康莊道               |
| 17         | 克街                                 | 灣仔道                     | 17#              | 利景酒店                             | 灣仔道               |
| 18         | 南洋酒店                             | 摩理臣山道                 | 18#              | 普樂里                               | 灣仔道               |
| 19         | 紅磡海底隧道轉車站（C2月台）         | 康莊道                     | @                | 天樂里                               | 軒尼詩道             |
| 20         | 山谷道                               | 漆咸道北                   | @                | 軒尼詩道官立小學                     | 軒尼詩道             |
| 21         | 北拱街                               | 漆咸道北                   | 19               | 修頓球場                             | 軒尼詩道             |
| 22         | 落山道                               | 馬頭圍道                   | 20               | 金鐘站－太古廣場                     | 金鐘道               |
| 23         | 天光道                               | 馬頭圍道                   | 21               | 中銀大廈                             | 金鐘道               |
| 24         | 馬頭圍邨洋葵樓                       | 馬頭圍道                   | 22               | 置地廣場                             | 德輔道中             |
| 25         | 亞皆老街遊樂場                       | 馬頭圍道                   | 23               | 中環街市                             | 域多利皇后街         |
| 26         | 九龍城轉車站－富豪東方酒店（A5月台） | 太子道東                   | 24               | 威靈頓街                             | 皇后大道中           |
| 27         | 景泰街                               | 太子道東                   | 25               | 荷李活華庭                           | 皇后大道中           |
| 28         | 彩虹邨                               | 太子道東                   | 26               | 上環文娛中心                         | 皇后大道中           |
| 29         | 坪石邨                               | 觀塘道                     | 27               | 帝后華庭                             | 皇后大道西           |
| 30         | 啟業邨                               | 觀塘道                     | 28               | 正街                                 | 皇后大道西           |
| 31         | 九龍灣站（東九文化中心）             | 觀塘道                     | 29               | 朝光街                               | 皇后大道西           |
| 32         | 牛頭角下邨                           | 觀塘道                     | 30               | 石塘咀市政大廈                       | 皇后大道西           |
| 33         | 觀塘道休憩處                         | 觀塘道                     | 31               | 日富里                               | 皇后大道西           |
| 34         | 牛頭角站 （創紀之城）（V1月台）      | 觀塘道                     | 32               | 山市街                               | 卑路乍街             |
| 35         | 觀塘（裕民坊）巴士總站               | 裕民坊公共運輸交匯處       | 33               | 聯邦新樓                             | 卑路乍街             |
|            |                                      |                            | 34               | 加惠民道                             | 卑路乍街             |
| 35         | 堅尼地城                             | 堅尼地城（西寧街）巴士總站 |                  |                                      |                      |

註：

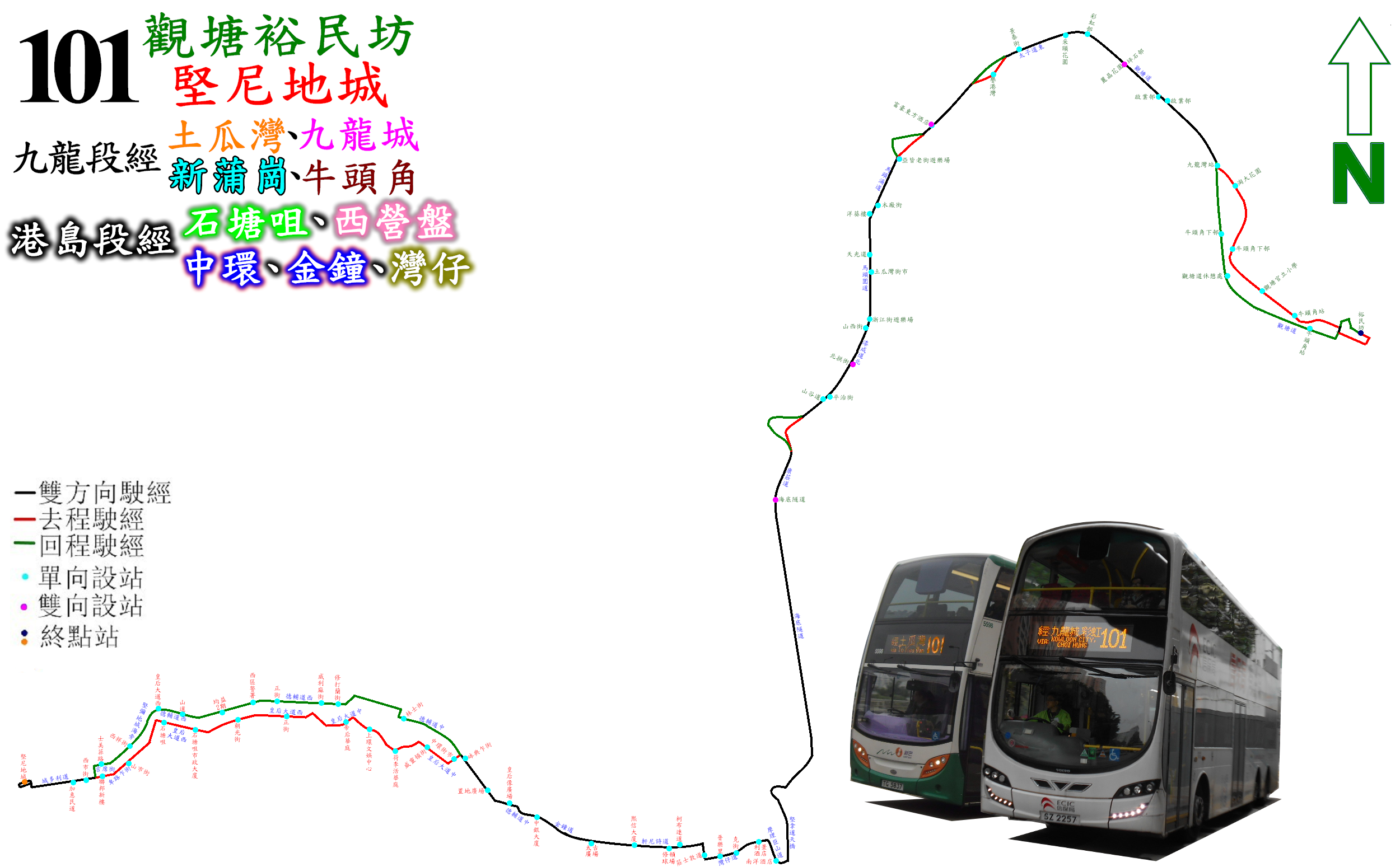
101線的走線圖

- 跑馬地馬場進行賽馬期間，本線往堅尼地城方向不停#之車站，改停有 @ 號之車站。

101X
| 堅尼地城開 | 堅尼地城開                                        | 堅尼地城開                 | 觀塘（裕民坊）開 | 觀塘（裕民坊）開                 | 觀塘（裕民坊）開           |
| 序號       | 車站名稱                                          | 位置                       | 序號             | 車站名稱                         | 位置                       |
| ---------- | ------------------------------------------------- | -------------------------- | ---------------- | -------------------------------- | -------------------------- |
| 1          | 堅尼地城                                          | 堅尼地城（西寧街）巴士總站 | 1                | 觀塘（裕民坊）巴士總站           | 裕民坊公共運輸交匯處       |
| 2          | 西市街                                            | 域多利道                   | 2                | 牛頭角站                         | 牛頭角道                   |
| 3          | 士美菲路                                          | 吉席街                     | 3                | 觀塘官立小學                     | 牛頭角道                   |
| 4          | 西祥街                                            | 堅彌地城海旁               | 4                | 牛頭角下邨                       | 牛頭角道                   |
| 5          | 堅尼地城游泳池休憩處                              | 德輔道西                   | 5                | 淘大花園                         | 牛頭角道                   |
| 6          | 山道                                              | 德輔道西                   | 6*               | 香港輔助警察隊總部               | 啟祥道                     |
| 7          | 均益大廈第二期                                    | 德輔道西                   | ^                | 臨華街                           | 宏照道                     |
| 8          | 西區警署                                          | 德輔道西                   | ^                | 常悅道（企業廣場）               | 常悅道（企業廣場）         |
| 9          | 正街                                              | 德輔道西                   | ^                | 九龍灣消防局                     | 宏光道                     |
| 10         | 紅磡海底隧道轉車站（C2月台）                      | 康莊道                     | 7                | 啟德隧道轉車站－宏展街（M1月台） | 啟祥道                     |
| 11         | 山谷道                                            | 漆咸道北                   | 8                | 伊利莎伯大廈                     | 告士打道                   |
| 12         | 啟德隧道轉車站－啟福道 （香港郵政大樓）（L1月台） | 啟福道                     | 9                | 皇后像廣場                       | 干諾道中                   |
| 13         | 宏通街                                            | 啟福道                     | 10               | 高樂花園                         | 干諾道西                   |
| 14         | 常悅道（Megabox）                                 | 宏照道                     | 11               | 朝光街                           | 皇后大道西                 |
| 15         | 臨華街                                            | 宏照道                     | 12               | 石塘咀市政大廈                   | 皇后大道西                 |
| 16         | 牛頭角上邨                                        | 牛頭角道                   | 13               | 日富里（石塘咀）                 | 皇后大道西                 |
| 17         | 花園大廈喜鵲樓                                    | 牛頭角道                   | 14               | 山市街                           | 卑路乍街                   |
| 18         | 玉蓮臺                                            | 牛頭角道                   | 15               | 聯邦新樓                         | 卑路乍街                   |
| 19         | 觀塘（裕民坊）巴士總站                            | 裕民坊公共運輸交匯處       | 16               | 加惠民道                         | 域多利道                   |
|            |                                                   |                            | 17               | 堅尼地城                         | 堅尼地城（西寧街）巴士總站 |

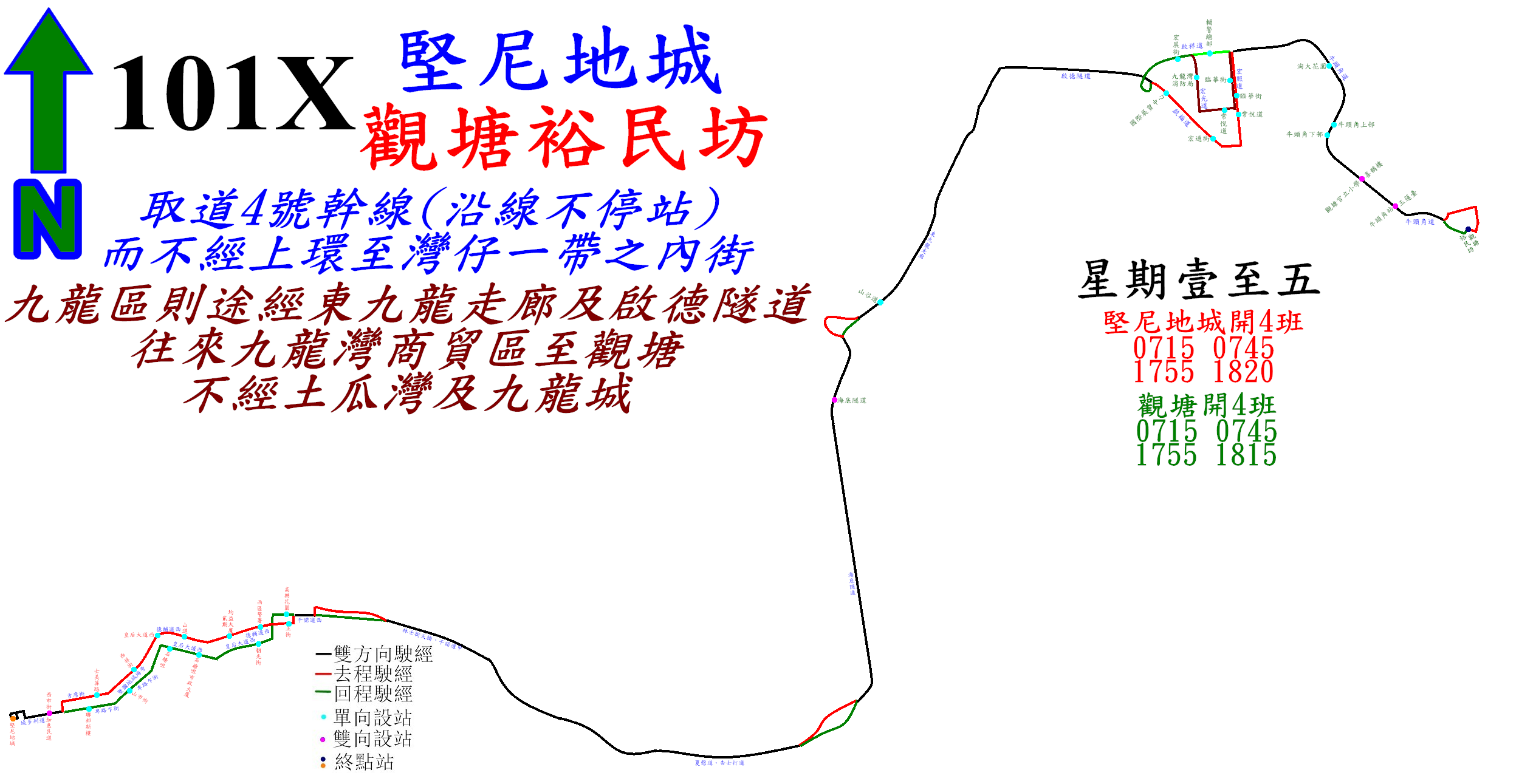
101X線的走線圖

- 下午班次不停靠有 * 號之車站,改停靠有 ^ 號之車站。

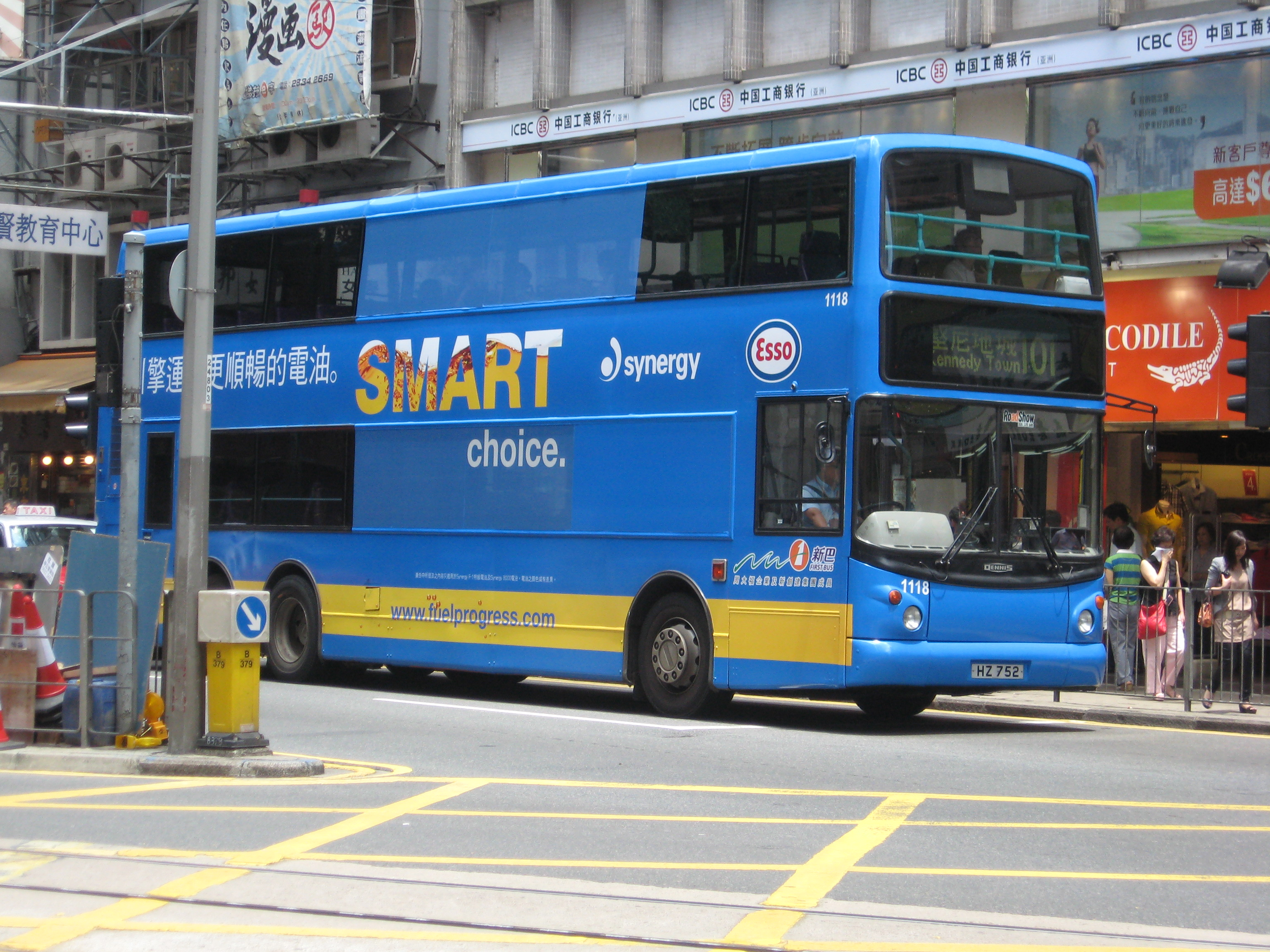
本路線途經灣仔內街如灣仔道

## 客量
101線為觀塘區（觀塘市中心、牛頭角、九龍灣）、黃大仙區（彩虹邨、新蒲崗）、九龍城區（九龍城、土瓜灣、紅磡）、一帶主要過海路線，由於本線服務範圍廣泛，沿途亦為人流集中地區，如灣仔道、太子道東，吸引不少乘客乘坐本線過海。再加上班次相當頻密，因此客量相當高，經常頂閘過海。另外，由於九龍區內分段收費較14、15等往返觀塘及土瓜灣路線便宜，班次亦遠比這些路綫頻密，故不少乘客選乘本線由紅磡前往觀塘區一帶。惟往九龍方向不停金鐘，該站由過海隧道巴士111線、過海隧道巴士115線、過海隧道巴士619線負責。
101X線為觀塘區（觀塘市中心、牛頭角、九龍灣商貿區）、九龍城區（紅磡山谷道，只限往觀塘方向）提供特快往返中西區，但客量只屬一般。

## 外部連結
九巴
- 過海隧道巴士101線 （页面存档备份，存于）
- 過海隧道巴士101X線 （页面存档备份，存于）
- 過海隧道巴士101R線 （页面存档备份，存于）

城巴
- 過海隧道巴士101線 （页面存档备份，存于）
- 過海隧道巴士101線路線圖 （页面存档备份，存于）
- 過海隧道巴士101X線 （页面存档备份，存于）
- 過海隧道巴士101X線路線圖 （页面存档备份，存于）
- 過海隧道巴士101R線 （页面存档备份，存于）
- 過海隧道巴士101R線路線圖 （页面存档备份，存于）
- 過海隧道巴士101線詳細時間表 （页面存档备份，存于）

其他
- 681巴士總站 隧巴101線 （页面存档备份，存于）
- 681巴士總站 隧巴101X線 （页面存档备份，存于）